# Снокволми (Вашингтон)
Снокволми (енгл. Snoqualmie) град је у америчкој савезној држави Вашингтон. По попису становништва из 2010. у њему је живело 10.670 становника. Многи екстеријерни кадрови за телевизијску серију Твин Пикс и филм Твин Пикс: Ватро, ходај са мном Дејвида Линча и Марка Фроста снимљени су у Сноквалмију и суседним градовима Норт Бенд и Фол Сити.

## Демографија
Према попису становништва из 2010. у граду је живело 10.670 становника, што је 9.039 (554,2%) становника више него 2000. године.
| Група             | 2000.         | 2010.         |
| Белци             | 1.416 (86,8%) | 8.535 (80,0%) |
| Афроамериканци    | 14 (0,9%)     | 81 (0,8%)     |
| Азијати           | 31 (1,9%)     | 987 (9,3%)    |
| Хиспаноамериканци | 85 (5,2%)     | 566 (5,3%)    |
| Укупно            | 1.631         | 10.670        |